# Кава з кардамоном (телесеріал)
«Кава з кардамоном» — 10-серійна історична драма, події якої розгортаються у Львові XIX століття.
Сценарій є адаптацією роману-бестселлера української письменниці Наталії Гурницької «Мелодія кави у тональності кардамону».
Режисеркою виступила Ірина Громозда. Головну роль зіграла акторка Олена Лавренюк, а її партнером став польський актор Павел Дельонг.

## Сюжет
«Кава з кардамоном» ― це драматична історія забороненого кохання українки та польського шляхтича, що розгортається у Львові середини XIX століття, за часів «Весни народів», революції 1848—1849 років.
Серіал розповість про долю молодої дівчини, дочки священника, яка пов’язала своє життя з набагато старшим одруженим шляхтичем. Їхні стосунки ― нечуваний для XIX століття вчинок ― набули розголосу, тому головні герої зіткнулися з осудом.
Автори сценарію не пошкодували головну героїню, і їй доведеться пережити чимало: осуд, зраду, кохання та ненависть.

## У ролях
- Олена Лавренюк у ролі Анни
- Павел Дельонг (дублює Кирило Нікітенко)  у ролі Адама
- Тарас Цимбалюк - Андрій
- Віталій Ажнов - Маркіян
- Олег Стальчук - Павло
- Леся Самаєва - пані Горова
- Ніна Набока
- Анастасія Остреїнова - Юзя Горова
- Олена Лазович - Стефа
- Марія Татаринова
- Олег Мосійчук - Вітольд
- Софія Бровко - Люба
- Дорота Дельонг - Тереза
- Ніна Грива
- Людмила Смородіна
- Павло Костіцин
- Валерія Чайковська
- Павло Алдошин
- Анна Чесляк - Анеля
- Бартек Каспшиковський - Збишек
- Надін Медведчук
- Дмитро Ткаченко

## Зйомки
Зйомки тизеру, який вийшов ще в листопаді 2019 року, проходили у Львові та його околицях: Брюховицький ліс, палаци Потоцьких та Франців, готель «Жорж», Музей етнографії та художнього промислу та Домініканський костел.
Більшість сцен відзняті у Львові та Львівській області. Деякі сцени знімалися в національному дендрологічному парку "Софіївка" у місті Умань та музеї живої історії "Мамаєва слобода", м. Київ.
«Кава з кардамоном» — спільний проєкт Solar Media Entertainment та телеканалу СТБ, що створений у копродукції з Польщею за підтримки Державного агентства України з питань кіно та Українського культурного фонду. Проєкт «Кава з кардамоном» є одним з переможців 14-го пітчингу Держкіно України. Кіносеріал отримав найвищі 45 балів.
Прем'єра серіалу відбулась в етері телеканалу СТБ 20 грудня 2021 року.
Продюсери — Сергій Лавренюк та Олена Лавренюк, яка також виступила шоуранеркою серіалу і головною актрисою.
Бюджет серіалу приблизно $2 млн. Частка Держкіно становить приблизно 30 %.